# Сагайдачный, Пётр Кононович
Пётр Ко́нонович (Конаше́вич)-Сагайда́чный (зап. русс.: Петръ Конашевич Сагайдачный, укр. Петро Конашевич-Сагайдачний, пол. Piotr Konaszewicz-Sahajdaczny, ок. 1577, Кульчицы, Русское воеводство, Речь Посполитая — 20 апреля 1622, Киев, Речь Посполитая) — старший войска Запорожского (гетман Войска Его Королевской Милости Запорожского), предводитель реестровых казаков на службе Речи Посполитой, православный шляхтич герба Побог из Перемышльской земли.
Пётр Конашевич — организатор походов реестровых казаков против Крымского ханства, Османской империи и Русского царства на стороне Речи Посполитой, меценат православных школ. В 2020-м году прославлен ПЦУ в лике благоверных святых.

## Молодые годы
Пётр Конашевич родился в селе Кульчицы Перемышльской земли Русского воеводства (сейчас Львовская область) в мелкошляхетской православной семье.
Украинские историки Юрий Мицики Зоя Хижняк считают, что отца Сагайдачного звали Кононом, по простонародному Конашем, откуда отчество Конашевич, по обычаю тех времен ставшее прозвищем и фамилией. В старых казацких селах Левобережья до сих пор встречаются люди с фамилиями Конах и Конаш, возможно далекие родственники или потомки гетмана. После его смерти мать будущего гетмана приняла монашество под именем «инокиня Макрина». Елисей, который упоминается с фамилией Казновский, — это, скорее всего, дед Сагайдачного по материнской линии. В «Помяннике» упоминается имя Анастасия. Это жена Сагайдачного (в девичестве Повчанска), которая после смерти гетмана второй раз вышла замуж в 1624 году за шляхтича, некоего укр. Івана Піончина. Поскольку в православии в помянник вносили не только близких родственников, но и духовных наставников и близких людей, с которыми не состояли в кровном родстве, то точно определить остальных людей, внесённых в помянник, практически невозможно. Единственным исключением из данного списка может быть Яков, который, скорее всего, является Яковом Бородавкой.

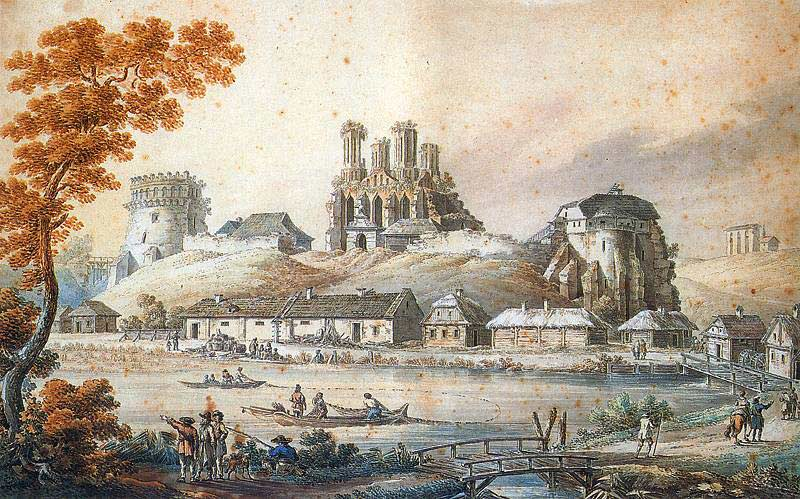
Зигмунт Фогель. Вид Острожского замка. Конец XVIII века

Пётр учился в Острожской школе на Волыни вместе с Мелетием Смотрицким, автором знаменитой «Грамматики». Острожская школа была первой греко-славянской православной школой высшего уровня и считалась современниками центром «наукъ уцтивыхъ» для всей юго-западной Руси. Курс учёбы состоял из знаменитых «семи свободных наук» Ренессанса — грамматики, риторики, диалектики, арифметики, геометрии, музыки и астрономии.

## Предводитель запорожских казаков

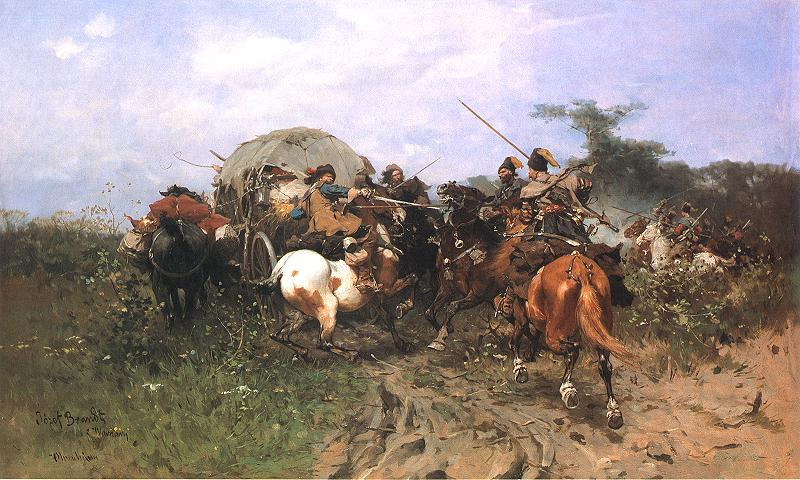
Юзеф Брандт. Столкновение со шведами

В конце XVI или самом начале XVII века Пётр Конашевич отправился в Сечь (Д. Яворницкий утверждает, что «где-то около 1601 года, из каких-то семейных недоразумений, он направился на Сеч»). Участвовал в Молдавской и Ливонской кампаниях 1600—1601 годов. Уже в ранние времена своего пребывания на Сечи Сагайдачный проявил свои таланты военного лидера, казаки избрали его обозным, поручив ведать всей артиллерией Сечи.
В период между 1605 и 1610 годами Сагайдачный становится во главе Сечи кошевым атаманом.
Относительно вопроса, когда Сагайдачный был избран впервые гетманом, однозначного ответа нет.
В политическом памфлете приписываемом архиепископу Георгию Конисскому «История русов или Малой России» говорится, что:
полки Малоросийкие … согласясь с Козаками Запорожскими, в 1598 году выбрали себе гетманом Обозного Генерального, Петра Конашевича Сагайдачного, и он первьий началъ писаться Гетманом Запорожским, а по нём и все бывшие Гетманы в титулах своих прибавлятъ войско Запорожское начали.
В других источниках указывается, что в 1606 году, не спрашивая поляков, казаки выбрали гетманом Сагайдачного, который «объявил себя Гетманом обеих сторон Днепра и всего Войска Запорожского» (А. Ф. Смирнов в комментарии к Лекции XLVI из полного курса русской истории Ключевского называет Сагайдачного гетманом реестровых козаков).
Впоследствии Сагайдачный трижды и надолго лишался гетманской булавы (1610, 1617, 1620 годы).

## Первые походы против крымцев и турок (1606—1616 годы)
По мере развития Запорожской Сечи борьба казаков против турок и татар приобретает активный наступательный характер. В начале XVII века, когда казаков, как свидетельствует украинский историк В. А. Антонович «было больше чем сорок тысяч», они не только давали отпор нашествиям татарских и турецких войск, но и сами развернули активное наступление на владения Турции и её вассала — Крымского ханства, пытаясь перенести военные действия на их территорию. Запорожцы десятками, а порой и сотнями, лодок-«чаек» совершали морские походы на Крым и побережье Чёрного моря. Но основным направлением казацких морских походов было побережье Турции.
В 1606 году казаки захватили турецкую крепость Варну, которая до того считалась неприступной. Было захвачено 10 турецких галер с продовольствием, товарами и экипажами. Разъярённый султан Ахмед I приказал перегородить Днепр около острова Тавани железной цепью, пытаясь заблокировать казаков и не пустить их в Чёрное море.
Уже в 1607 году запорожцы провели большой поход на Крымское ханство, захватили и сожгли два города, Перекоп и Очаков. В следующем 1608 году и в начале 1609 года запорожцы во главе с Сагайдачным осуществили морской поход на 16 лодках-чайках, войдя в устье Дуная и атаковав Килию, Белгород и Измаил. Временем героических походов назвали современные украинские историки морские казацкие походы 1612—1614 годов, управляемые Петром Сагайдачным. Казацкие чайки нанесли немало ощутимых ударов могучему турецкому флоту. Иногда из Сечи выходило свыше 300 «чаек», в которых размещалось до 20 тысяч казаков.
В 1614 году казаки овладели Синопом, а через два года, в 1616, штурмом взяли хорошо укреплённую турецкую крепость Кафу (Феодосия), разгромив 14-тысячный гарнизон и освободив пленных. Кроме того, в том же 1616 году произошла Самарская битва, в ходе которой запорожские казаки под руководством Сагайдачного вблизи реки Самары практически полностью истребили крымских татар, возвращавшихся после набега на украинские земли.
После 1616 года казаки осуществили ещё целый ряд морских и сухопутных походов. Во время них запорожцы под командованием Сагайдачного атаковали многие турецкие и татарские крепости и города, в том числе Очаков, Перекоп, Трапезунд и даже османскую столицу Стамбул. По свидетельству современников, казаки почти безраздельно воцарились на Чёрном море и, в сущности, контролировали навигацию между Босфором и Лиманом.
Сагайдачный реформировал Сечь, что привело к повышению дисциплины и боеспособности казацкого войска. Он превратил партизанские отряды казаков в регулярное войско, устранил из войска вольницу, завёл суровую дисциплину, запретил пить водку во время морских походов, а за пьянство нередко «карав насмерть».

## Московский поход (1618 год)

### Очередные обещания польского правительства
После отражения вторым ополчением Минина и Пожарского попытки армии гетмана Ходкевича под Москвой в 1612 году войны с Турцией из-за запорожцев Польше были не нужны. Перед королём стояла цель посадить на русский престол своего сына, королевича Владислава. Потерпевшей тяжёлое поражение польской короне потребовалась поддержка запорожских казаков для интервенции в Русское царство.
Сагайдачный выдвинул условия участия казаков в походе:
- расширение казацкой территории;
- снятие запретов и ограничений на православное вероисповедание на Малой Руси;
- увеличение численности казацкого войска;
- признание со стороны Польши судебной и административной автономии Войска Запорожского[13].

Король и сейм частично согласились с этими требованиями (по Ольшанскому соглашению, заключенному в октябре 1617 года, число реестровых казаков ограничивалось одной тысячей) и прислали в его войско клейноды, то есть булаву, бунчук, печать и флаг. Летом 1618 года 20 тысяч запорожцев во главе с Сагайдачным двинулись на Москву, захватив по пути Ливны, Елец, Малоярославец, Лебедянь,Данков, Сапожок, Скопин, Ряжск и Шацк.

### Захват Ливен, Ельца, Лебедяни и Данкова
Ливны были второразрядной крепостью Засечной черты. Стены Ливенской крепости были деревянно-земляные. Ливенцы оказали ожесточённое сопротивление, но силы оказались слишком неравны: по росписи 1618 года в ливенском гарнизоне насчитывалось всего 940 человек. «Ливенское разорение» нашло своё отражение в летописях. Вот как изображено побоище под Ливнами в Бельской летописи:
А пришол он, пан Саадачной, с черкасы под украинной город под Ливны, и Ливны приступом взял, и многую кровь християнскую пролил, много православных крестьян и з женами и з детьми посек неповинно, и много православных християн поруганья учинил и храмы Божия осквернил и разорил и домы все християнские пограбил и многих жен и детей в плен поимал.
В плен попал и ливенский воевода Никита Иванович Егупов-Черкасский, второй воевода, Пётр Данилов, был убит в бою. Оставив пепелище на месте Ливен, Сагайдачный пошёл далее на Елец. Елец был хорошо укреплён и его обороняло до 7 000 ратников (гарнизон насчитывал 1 969 человек и к нему присоединилось войско мценского воеводы). Елец держал пограничную оборону от татарских набегов на участке около семидесяти километров по фронту и до сорока в глубину. Ельчане заперлись в крепости, героически отбивали приступы. Обороной Ельца руководил воевода Андрей Богданович Полев. Численность вражеских отрядов, штурмовавших город, была настолько велика, что, по словам очевидца, находившегося в Ельце во время осады, черкасы, несмотря на огромные потери от крепостной артиллерии, по трупам «к Аргамачьим воротам по своим по побитым людем … взошли». Однако, видя, что силой город не взять, Сагайдачный пошёл на хитрость. Он снял осаду и сделал вид, что отступает. Воевода Полев поверил и приказав преследовать противника, «со всеми людьми из города вышел».
Увлечённые преследованием ельчане отдалились от города, а в это время отряд казаков, сидевший в засаде, ворвался в беззащитный Елец. После того как запорожцы захватили острог, к Сагайдачному отправились местные священники с просьбой пожалеть город, а они выдадут царского посланника Степана Хрущова вместе с «казной». Сагайдачный принял капитуляцию и направил небольшой отряд для проведения арестов и реквизиции.
Когда гетман брал Елец, лебедянские голутвенные казаки в большинстве переметнулись к Сагайдачному, а местный воевода Семён Леонтьев трусливо бежал в добровские леса. Сагайдачный разорил Лебедянь «без остатку»: укрепления были уничтожены, посад и слободы пожжены, жители разбежались или были взяты в плен. Город долго чувствовал разорение Сагайдачного и поправлялся медленно.
Следующим пунктом на пути войска гетмана был Данков. Сюда устремился отряд Михаила Дорошенко. По свидетельству данковского полкового казака Панки Летуновского (в источнике «Летунова»), узнав о появлении в окрестностях Данкова войска Сагайдачного, местный воевода Алексей Чубаров получил приказ перевести всех жителей в город Михайлов. Покидая Данков с семьями и скарбом, служилые люди потеряли надежду вернуться домой, плакали, прощались с могилами предков: «прощаются у могил, плач великой». Собрав порох и свинец под руководством воротника Якима Акулова, часть данковских служилых людей двинулась к городу Пронску, однако по пути были разгромлены запорожцами. В этом неудавшемся походе много человек, в том числе и сам Акулов, были «побиты», порох и свинец достались неприятелю.

### Осада Москвы

Части Москвы XVII века: Кремль, Китай-город, Белый город, Земляной город

Сагайдачный продолжил поход на Москву. Его попытка взять Каширу оказалась неудачной. Правительство царя Михаила Романова стянуло в Серпухов войско из 7000 человек под командой князя Пожарского. Это всё, что царское правительство смогло себе позволить снять с главного, польского фронта. Но Пожарский заболел, у него открылись старые раны, и он сдал командование над войском второму воеводе князю Григорию Волконскому. С этим отрядом Волконский должен был помешать Сагайдачному переправиться через Оку и остановить его продвижение на Москву. Сагайдачный проявил военное мастерство и попытался обмануть Волконского. Он избрал местом переправы пункт впадения в Оку реки Осётр, в каких-то 25 км от неприступного Зарайска, оставшегося у него в тылу. Волконский угадал место переправы, и Сагайдачный рисковал. В случае неудачи переправы он оказывался в оперативном окружении. И поначалу в течение двух дней Волконский держался, пока посланной в обход частью своих сил Сагайдачный перешёл Оку выше по течению, у Ростиславля-Рязанского. Узнав об этом, Волконский, ввиду превосходства неприятеля, оставил позиции и заперся в Коломне. Но Сагайдачный и не думал осаждать Коломну, сильнейшую даже против Зарайска крепость. Отдельные отряды Сагайдачного отправились разорять Поклязьменье, разграбив, в том числе, Гороховец. Другие промышляли под Калугой.
20 сентября Владислав подошёл к Тушину, а Сагайдачный — к Донскому монастырю в пригороде Москвы. 1 октября Москву атаковали с двух сторон. Во главе московских войск стоял Д. М. Пожарский. В наступившем беспорядочном уличном сражении обе армии понесли тяжёлые потери, однако нападавшие не смогли взять внутренние городские стены. Владислав двинул армию к Троицкому монастырю, но тот тоже устоял. В ноябре в деревне Деулино возле Троицкого монастыря начались мирные переговоры, как Сагайдачный ни уговаривал продолжить осаду Москвы. 24 декабря 1618 года (3 января 1619 года) было заключено перемирие сроком на четырнадцать с половиной лет. По условиям перемирия, Польше оставались и Смоленск, и Северская земля. Предусматривался обмен военнопленными; поляки отдельно согласились освободить отца Михаила, митрополита Филарета. Однако Владислав не отказался от своих притязаний на московский престол, и Сигизмунд не признал Михаила царём.

### Итоги похода на Москву
Поскольку у польского правительства не нашлось денег на продолжение войны, 24 декабря было заключено Деулинское перемирие. По его условиям, за Речью Посполитой официально закреплялись Смоленская и Черниговско-Северская земли (всего 29 городов). Запорожские казаки за поход получили от польского короля плату — 20 тысяч золотых и увеличение количества реестра. 4 полка ушли в Архангельский край, из-под Калуги ушёл полк под командованием Ждана Коншина: казаки объявили о переходе на московскую службу. Часть запорожцев во главе с полковником Тарасом ушла в Западную Европу к австрийскому императору Фердинанду для участия в боях Тридцатилетней войны на Рейне, в Пфальце и Венгрии. Некоторые отряды при посредничестве крымского хана Шагин-гирея ушли на службу к Сефевидскому шаху Ирана Аббасу, воевавшему тогда с Турцией.

## После Московского похода
После Деулинского перемирия поляки, освободив свои силы, сосредоточили значительную их часть под началом Жолкевского на Поднепровье, чтобы навести там порядок. Сагайдачный опять очутился перед выбором. Либо решаться на войну с поляками, либо на мирное сосуществование. Ему пришлось выбрать второе и заключить с поляками Роставицкое соглашение на р. Раставица около с. Паволочь 17 октября 1619 года. По Роставицкому соглашению из реестров должны были быть удалены все казаки, записанные в них за последние пять лет. Число реестровых казаков устанавливалось в 3 тысячи, а все остальные должны были вернуться под власть польских помещиков. Это соглашение вызвало бурю негодования в казачестве. Недовольных возглавил Яков Неродич-Бородавка, провозглашённый гетманом в декабре 1619 года, когда Сагайдачный ушёл воевать против татар под Перекоп.
Чтобы утихомирить недовольных, Сагайдачный прибег к жестким мерам: пожег казацкие лодки на Сечи и восстановил сторожевой форт на Хортице для перехватывания самовольных походов запорожцев.

## Переговоры о переходе на службу русскому царю (1620 год)
В феврале 1620 года Петр Сагайдачный, не признав избрания Бородавки, направил в Москву от своего имени как гетмана посольство, во главе которого был Петр Одинец, выразить готовность запорожских казаков служить царю, за определённую плату при условии помощи России в возвращении Сагайдачному гетманской булавы, но ни к чему эти переговоры не привели, Российское царство отказалась давать войска, а гетманом уполномоченным представлять казаков в то время, был Бородавка. Под «прежней службой» подразумевались неоднократные походы Дмитрия Вишневецкого (Байды) в 1550-е годы на Крымское ханство. Один из походов был совместным с небольшим количество русского войска. Речь Посполитая не оставляла попыток вернуть освоенные территории.
Послов приняли 26 февраля в Посольском приказе. Их переговоры с боярами и дьяками продолжались весь март и апрель. Перед отъездом из Москвы послы получили письмо царя Михаила Федоровича гетману Сагайдачному. В вежливых, но сдержанных словах царь благодарил Сагайдачного и казацкую армию за желание «службу оказывать». Он пожаловал им «лехкое жалованье» 300 рублей и пообещал в будущем дать больше. Пока же, как объяснялось в письме, Россия находилась в мире с крымскими татарами и службы от казаков не требовалось.
Хотя миссия Сагайдачного в Москве и не принесла немедленных результатов, она, когда о ней стало известно, обеспокоила поляков, как нежелательные контакты между казаками и Москвой.

## Киевское братство. Восстановление православной иерархии в Киеве (1620 год)

Герб Петра Сагайдачного

Сагайдачный объявил о вступлении «со всем войском Запорожским» в Киевское (Богоявленское) братство. И хотя оно было создано без разрешения короля, братство не осмеливались запретить, опасаясь казачества.
В феврале 1620 года атаман Петр Одинец по поручению Сагайдачного встречался с Патриархом Иерусалимским Феофаном III в Москве, где изложил позицию гетмана по этому вопросу. В марте Феофан прибыл в Малую Русь. На границе его встречали запорожские казаки во главе с Сагайдачным, которые, согласно сообщению Густынской летописи, «обточиша его стражбою, яки пчелы матицу свою», сопроводили с почестями в Киев. Здесь Феофан общался с представителями местного братства, православным духовенством. Он побывал в знаменитом казацком Трахтемировском монастыре.
При активном участии Сагайдачного 15 августа 1620 года Иерусалимский патриарх Феофан в Печерской Лавре восстановил Киевскую православную митрополию, была восстановлена также православная иерархия, ликвидированная после Брестской церковной унии 1596 года.
6 октября 1620 года в Братской Богоявленской церкви Патриарх посвятил Межигорского игумена Исайю Копинского в сан Перемышльского епископа, игумена Киево-Михайловского монастыря Иова Борецкого в сан Киевского Митрополита (Киевская Митрополия), Мелетия Смотрицкого в сан Полоцкого архиепископа, а также пяти епископов в Полоцк, Владимир-Волынский, Луцк, Перемышль и Холм. Впоследствии все они стали известными борцами за православие, образование (просвещение) и русинскую культуру. Таким образом, благодаря политике П. Сагайдачного на западной части территории бывших земель Руси была возрождена православная иерархия, в результате чего православная церковь на территории Речи Посполитой избежала нависшей угрозы остаться без духовенства.
Под непосредственным влиянием гетмана из-под пера Иова Борецкого выходит трактат «Протестация и благочестивая юстификация», появляется полемическое сочинение «Полинодия» Захарии Копыстенского, «Книга о вере» и другие. Авторы этих трудов стремились воссоздать исторически правдивые картины жизни малорусского народа в контексте его связей с великорусским и белорусским народами. Это были новаторские труды, на страницах которых в отличие от первых полемических произведений в полный голос звучит идея единой прародины трёх восточнославянских народов, неразрывности их исторических судеб, близости разговорных языков, единства церковнославянского языка и вероисповедания.. Иов Борецкий с гордостью заявил в своей «Протестации»: «с Москвой у нас одна вера и богослужение, одно происхождение, язык и обычай». Воздавая дань казачеству, авторы полемических сочинений называли их «наследниками старой Руси», которые «твердостью своей превосходят тех римских Сципионов и карфагенских Ганибалов» и т. д. и т. п.

## Хотинская битва (1621 год). Смерть
Самовольный набег казаков-«выписчиков» гетмана Бородавки на Варну и Стамбул привел к началу новой турецко-польской войны. В октябре 1620 года турки нанесли Польше страшное поражение в битве под Цецорой.
В Варшаве состоялся совет, на котором Сагайдачный добился того, что правительство Речи Посполитой дало согласие удовлетворить требования казаков:
- упразднить должность старшего над казаками от польского правительства;
- признавать власть избранного на казацком совете гетмана над всей Малой Русью;
- упразднить постановления сейма относительно ограничения вольностей и прав казачества;
- предоставить населению Малой Руси свободу вероисповедания.
- православная иерархия (митрополит, епископы), освященная патриархом и признанная правительством, не должна испытывать гонения от власти Речи Посполитой.

Это был значительный успех: фактически признавалась автономная казацкая республика во главе с избранным гетманом.
В июне 1621 года в урочище Сухая Диброва возле Белой Церкви прошла большая казацкая рада, на которой было решено направить на помощь полякам 40 000 казаков при условии признания прав казачества и православных, расширения реестра и вывода польских войск с русских земель. Хотя обещания короля были достаточно расплывчаты, Сагайдачный решил истолковать их как согласие и энергично взялся за подготовку похода против турок.

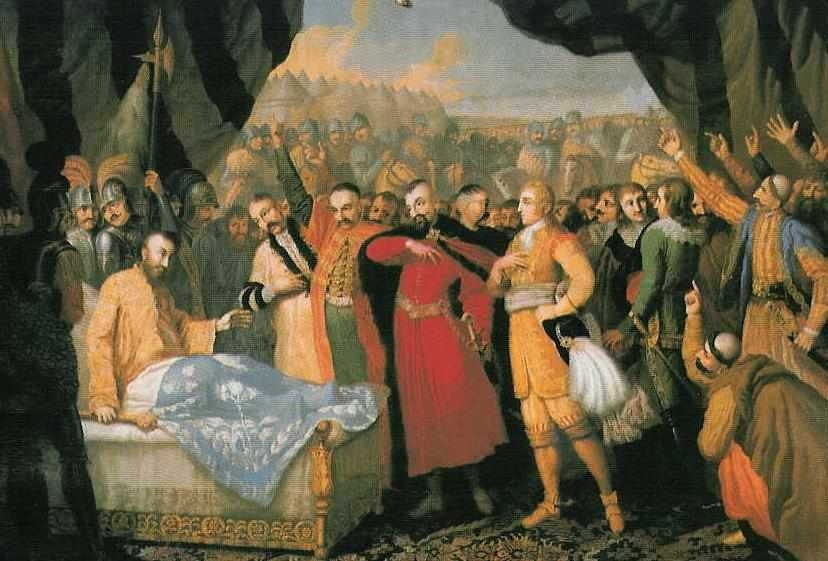
Франциск Смуглевич: «Смерть Ходкевича» Хотин 1621. В центре гетман Сагайдачный

В конце августа 1621 года в войске Запорожском под Могилевом произошла смена власти. Гетман Бородавка лишился булавы, был арестован, а позже (8 сентября) по приказу Сагайдачного казнен. Последнего провозгласили гетманом. Факт низложения и казни Бородавки вызвал противоречивые мнения современников. В частности, польско-шляхетские мемуаристы резко отрицательно относились к личности Бородавки, который, очевидно, являлся представителем неимущей части казачества и пользовался в её среде большой популярностью. Не случайно ещё С. Жолкевский характеризовал его как «наименее между козаками добродетельного и наиболее склонного к бунтам, обещавшего казакам идти с ними не только на море, но хоть бы и в ад».
По-видимому, позже Сагайдачный испытывал чувство вины за гибель человека, который сделал столь много для освободительного движения на Юго-Западной Руси (Бородавка принимал непосредственное участие в восстановлении православной иерархии, возглавлял повстанческое движение и т. п.). Вот почему, уже находясь на смертном одре, Сагайдачный дает поручение записать в свой памянник Бородавку под именем «Яков гетман». Очевидно, так он хотел выразить своё запоздалое раскаяние в причастности к смерти этого человека.

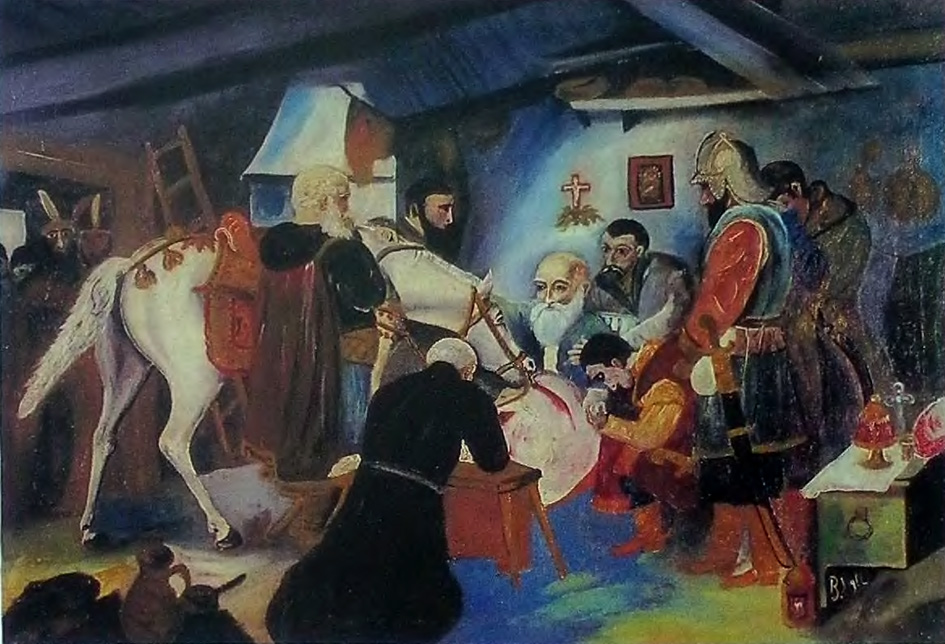
Смерть гетмана Сагайдачного (нач. XIX века).

В сентябре 1621 году произошла знаменитая Хотинская битва; объединённым силам польских и казацких войск (около 80 тыс. человек) противостояла 162-тысячная турецкая армия (согласно другим данным, 250-тысячная). Турки понесли большие потери и с началом зимних холодов должны были заключить невыгодный для них мир.
Но запорожскому казачеству эти победы опять ничего не дали. Хотя лично Сагайдачный получил из рук королевича Владислава в награду за успешные действия под Хотиным наградной меч, инкрустированный золотом и бриллиантами с изображением сцен суда Соломона и боя античных воинов, что должно было аллегорически указывать на мудрость и воинские доблести гетмана. На мече была надпись на латыни: «Владислав (в дар) Конашевичу кошевому под Хотином против Османа».
По Хотинскому миру поляки обязались обуздать своеволие казаков и не допускать их нападений на Турцию. Глубоко возмущённые условиями мира, казаки не позволили полякам себя обезоружить и организованно ушли из под Хотина на Запорожье.
20 апреля 1622 года умер из-за осложнений после огнестрельного ранения руки в битве при Хотине, похороны прошли 22 апреля 1622 года.

## Сагайдачный − политик
Сагайдачный уже в ранние времена своего пребывания на Сечи обнаружил большую политическую дальновидность. Известный историк С. М. Соловьев отмечает, что Сагайдачный избегал ссор с правительством и старался отделить дело козацкое от дела простонародья. «Конашевич, — говорит один летописец, — всегда в миру с панами жил, зато козакам и хорошо было, только поспольство очень терпело».
С начала XVII в. казачество постепенно втягивается в православно-церковную оппозицию. Гетман Сагайдачный со всем войском Запорожским вписался в киевское православное братство. В 1620 г. через иерусалимского патриарха самовольно, без разрешения своего правительства, восстановил высшую православную иерархию, действующую под защитой казаков. В 1625 г. глава этой новопоставленной иерархии, митрополит киевский, призвал на защиту православных киевлян запорожских казаков, которые и утопили киевского войта за притеснение православных.
Политика Сагайдачного в области сословных отношений проявилась в тенденции отделения реестровых казаков, как привилегированного сословия, от простых посполитых крестьян, переходивших в казаки, и на него жаловались, что при нём поспольству было тяжело. При Сагайдачном борьба казачества с польской шляхтой получала особый характер: её целью становилось не очищение Речи Посполитой от пришлого иноплеменного дворянства, а замещение его своим туземным привилегированным классом. Таким образом, со времен Сагайдачного в реестровом казачестве получила начало будущая казацкая шляхта (казацкая старшина).

## Память
- Во время Украинской Народной Республики имя «Гетьман Петро Конашевич-Сагайдачний» носил крейсер «Адмирал Истомин»
- В 1991 году к 370-летию Хотинской битвы у стен Хотинской крепости воздвигнут один из первых памятников в истории независимой Украины — памятник Конашевичу-Сагайдачному (скульптор И. Гамаль)[30].
- Памяти его морских походов посвящен фильм 1994 года Дорога на Сечь
- Имя Сагайдачного с 4 июля 1994 года носил фрегат «Гетман Сагайдачный», флагман Военно-морских сил Украины, притопленный экипажем 24 февраля 2022 года.
- В 1995 году Укрпочта выпустила марку, посвящённую Сагайдачному.
- 6 марта 2000 года Национальным банком Украины выпущена в обращение 10-гривневая серебряная монета, на реверсе которой размещено изображение батальной сцены на Чёрном море, овальный портрет гетмана, дата его смерти и кругообразная стилизованная надпись: Петр Конашевич Сагайдачный
- В честь гетмана названа Киевская государственная академия водного транспорта имени гетмана Петра Конашевича-Сагайдачного и Академия сухопутных войск имени гетмана Петра Сагайдачного.
- 19 мая 2001 в Киеве был установлен памятник Сагайдачному (Контрактовая площадь, Подол), в его же честь названа прилегающая улица.
- В Севастополе в 2008 году был установлен памятник Сагайдачному. После аннексии Крыма Россией, 26 апреля 2014 года памятник, как не имеющий никакого отношения к Севастополю[источник не указан 1176 дней] (но имеющий отношение к Крыму) был демонтирован по требованию севастопольцев[каких?] и инициативе назначенного Россией губернатора Севастополя Сергея Меняйло[31]. По предложению Генадия Кернеса памятник был отправлен на территорию материковой Украины и 22 августа 2015 года установлен уже в Харькове[32].
- 13 октября 2017 года памятник Сагайдачному был установлен[33] в посёлке Мангуш, Донецкой области (после занятия города снесен[34] представителями ДНР 7 мая 2022 года).

## Галерея

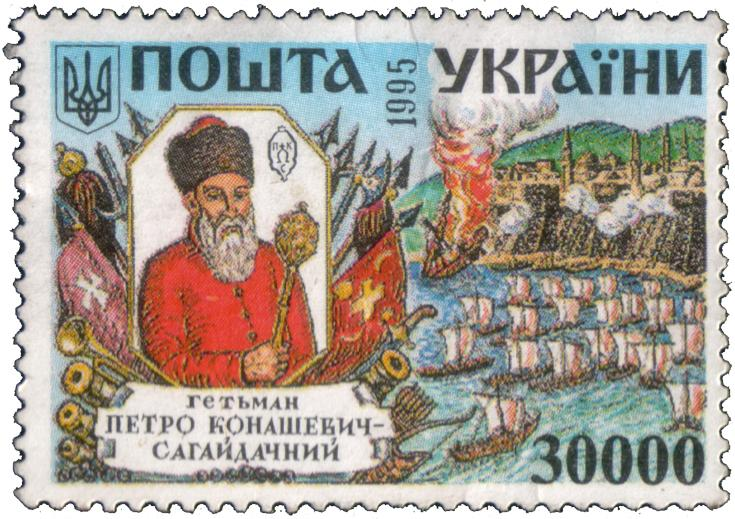
Почтовая марка Украины, 1995 год
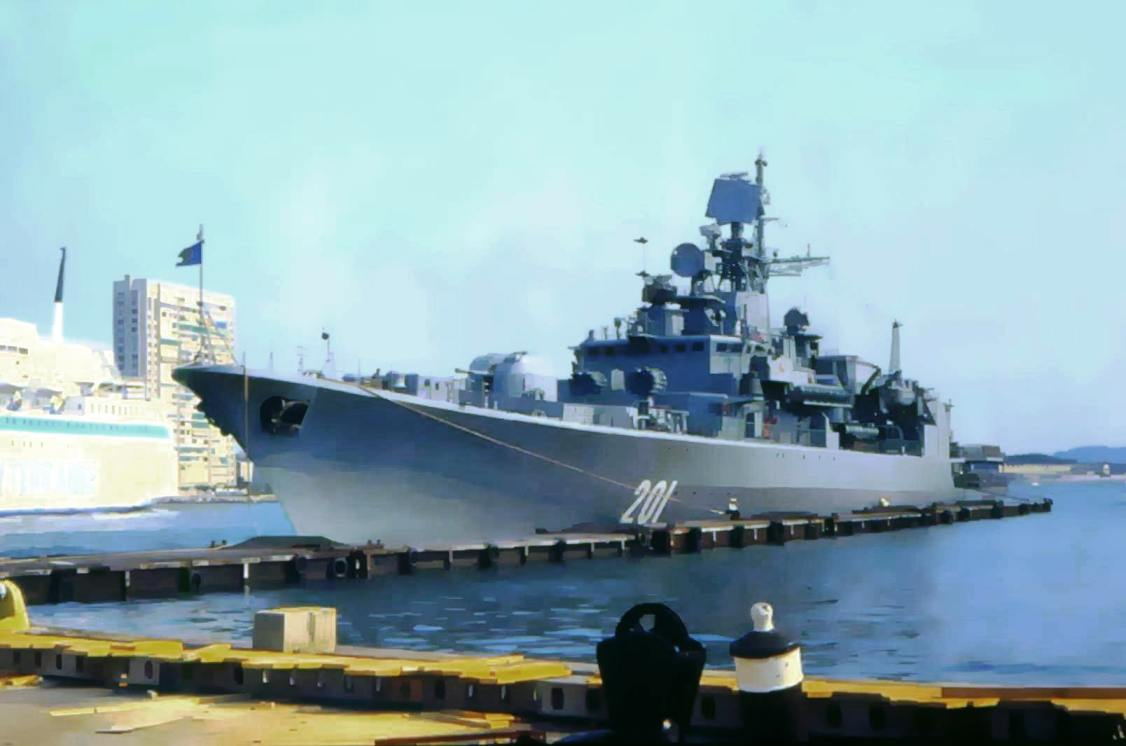
Фрегат «Гетман Сагайдачный» (притоплен в 2022 г.)
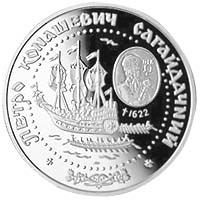
10-гривновая памятная монета НБУ, посвящённая Петру Сагайдачному (реверс)
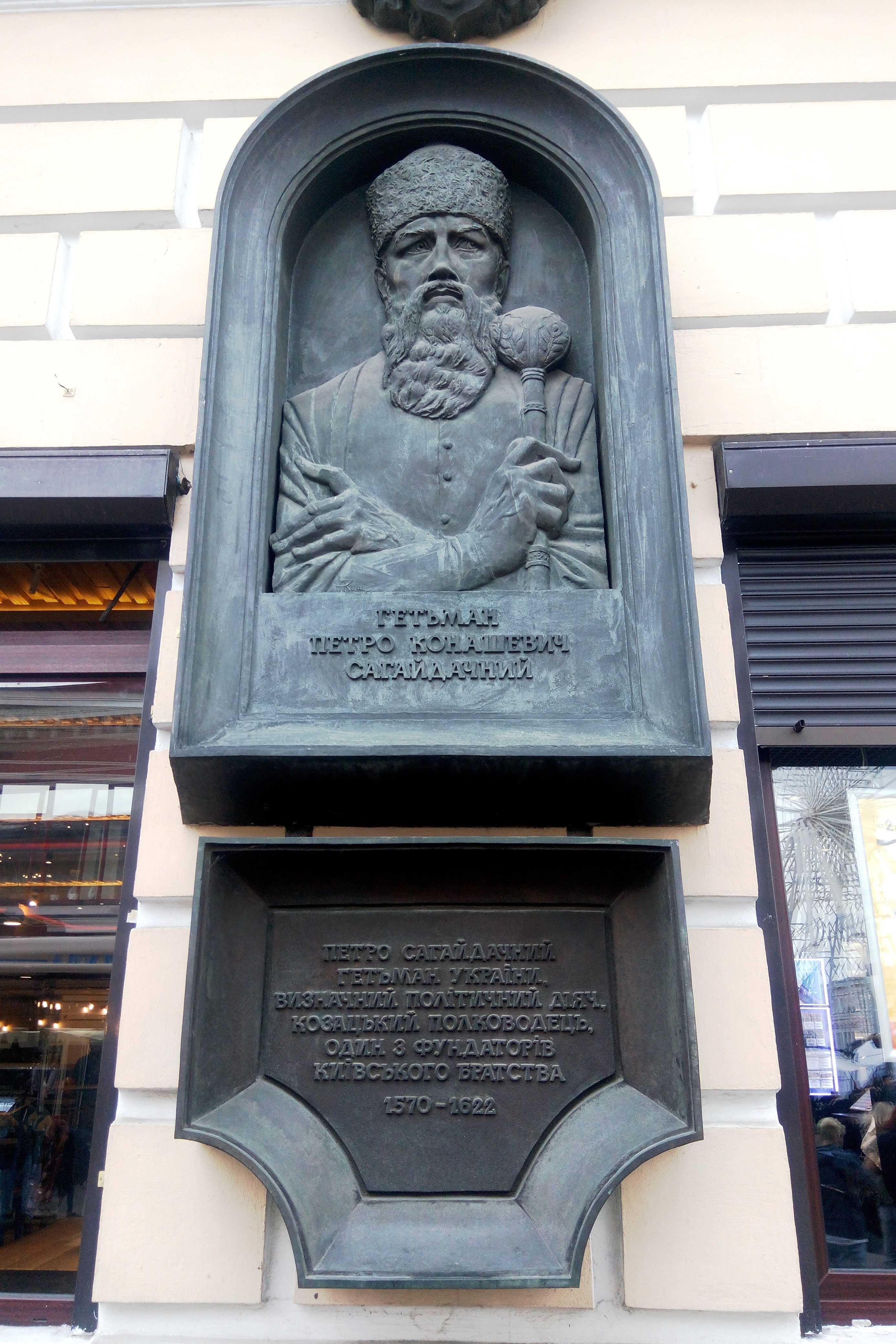
Мемориальная доска Петру Сагайдачному на Подоле в Киеве
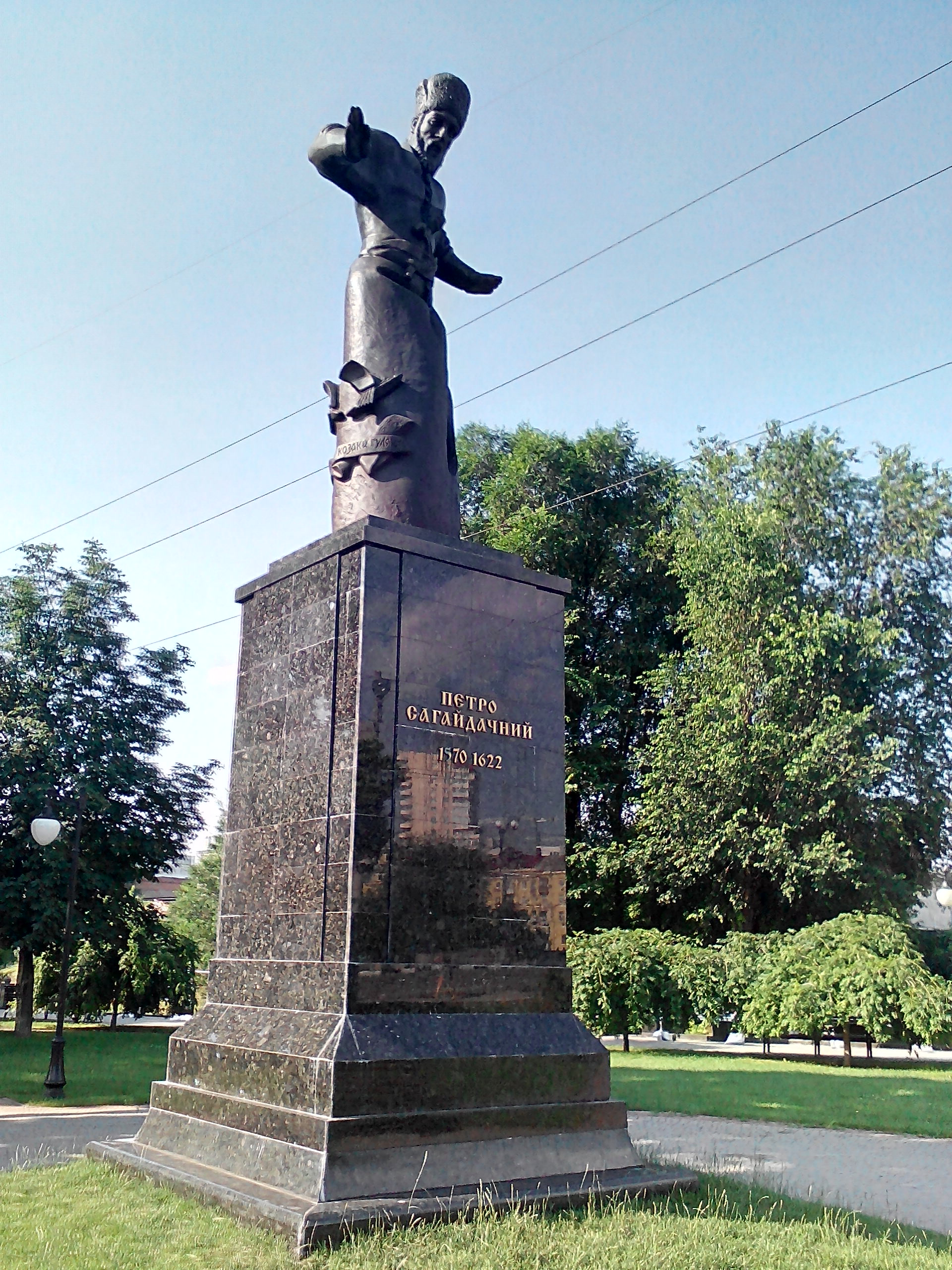
Памятник в Харькове

### Песня о Сагайдачном
Первым «памятником» Сагайдачному стала народная песня «Ой, на горе да жнецы жнут» (укр. «Ой на горі та й женці жнуть»), в которой есть строки о Сагайдачном. Позже эта песня получила популярность в обработке Виктора Гуцало, который объединил песню с ритмичным музыкальным маршем «Маршем Запорожских козаков». В связи с древностью песни, большой территориальной распространённостью казачьего войска и значительными изменениями фонетики и грамматики песня о Сагайдачном имеет несколько вариантов. Однако ряд ученых сомневается, что в песне, возникшей в конце XVII века, идет речь именно о нём.
Ой на горі та женці жнуть, (дважды)

А попід горою

Яром-долиною

Козаки йдуть.

Припев (повторяется дважды, каждая третья строфа повторяет последнюю строфу запева):

Гей, долиною, гей,

Широкою,

Козаки йдуть.

Попереду Дорошенко, (дважды)

Веде своє військо,

Військо Запорізьке

Хорошенько.

Припев.

Попереду пан хорунжий, (дважды)

Під ним кониченько,

під ним вороненький

сильно дужий.

Припев.

А позаду — Сагайдачний, (дважды)

Що проміняв жінку

На тютюн, на люльку,

Необачний.

Припев.

"Гей, вернися, Сагайдачний, (дважды)

Візьми свою жінку,

Віддай тютюн-люльку,

Необачний!

Припев.

"Мені з жінкою не возиться, (дважды)

А тютюн та люлька

Козаку в дорозі

Знадобиться!

Припев.

Гей, хто в лісі, озовися! (дважды)

Та викрешем вогню,

Та й закурим люльку,

Не журися!

Припев.

1. 
2. 
3. 
4. 
5. 
6. 
7. 
8. 
9. 
10. 
11. 
12. 
13. 
14. 
15. 
16. 
17. 
18. 
19. 
20. 
21. 
22. 
23. 
24. 
25. 
26. 
27. 
28. 
29. 
30. 
31. 
32. 
33. 
34. 
35. 
36. 
37. 
38. 
39. 

- Соловьёв С. М. История России с древнейших времён (ссылка) : в 29 т.. — СПб. : Изд. Товарищество «Общественная польза», 1851—1879.
- Ключевский В. О. Курс русской истории: в 5 частях. — СПб., 1904—1922. — 1146 с.
- Сас П. М. Запорожці у польсько-московській війні наприкінці Смути (1617–1618 рр.) / НАН України. Інститут історії України. — Вид. О. В. Пшонківський. — Біла Церква, 2010. — 512 с. — ISBN 978-966-2083-736.

- Сакович Касиян На герб силного войска Єго Королевскои Милости Запорозкого // Ізборник (litopys.org.ua). {{v&124;15&124;09|2012}}
- Довідник з історії України
- Кащенко А. Ф. Оповідання про славне Військо Запорізьке низове // Бесплатная виртуальная электронная библиотека «ВВМ» (www.velib.com) {{V&124;15&124;09|2012}} (недоступная ссылка — история).
- Геральдика на почтовых марках Украины с 1992−2009 года // Сайт Геральдика на марках, значках, конвертах и открытках (geraldikahobby.narod.ru). {{V&124;15&124;09|2012}}
- Купчинський О. А. Акти та документи Галицько-Волинського князівства ХІІІ — першої половини XIV століть. Дослідження. Тексти / Наукове товариство імені Шевченка. — Львів, 2004. — ISBN 966-7155-85-4. (укр.); (лат.); старо- (пол.); (церк.-сл.).
- Хотинська фортеця // 7 чудес України (7chudes.in.ua){{V&124;15&124;09|2012}}
- Сагайдачному Петру пам’ятник.
- Памятник Гетьману Сагайдачному. Архивировано из оригинала 17 октября 2013 года..

 